# Myelaphus melas
Myelaphus melas là một loài ruồi trong họ Asilidae. Myelaphus melas được Bigot miêu tả năm 1882.